# اینرسی خواب
اینرسی خواب یا لختی خواب حالتی فیزیولوژیکی از اختلال در عملکرد شناختی و حسی-حرکتی است که بلافاصله بعد از بیدار شدن وجود دارد. این حالت در گذر از خواب به بیداری تداوم می‌یابد که در آن فرد احساسات خواب‌آلودگی، گیجی و تضعیف مهارت‌های حرکتی را تجربه خواهد کرد. اینرسی خواب ممکن است چند ساعت طول بکشد تا از بین برود. در اکثر موارد، اینرسی خواب صبحگاهی به‌مدت پانزده تا سی دقیقه بعد از بیدار شدن احساس می‌شود.